# Spiritfarer
Spiritfarer est un jeu vidéo sandbox et d'action indépendant de gestion et de bac à sable développé et édité par le studio canadien Thunder Lotus Games et sorti sur Microsoft Windows, Linux, macOS, PlayStation 4, Nintendo Switch, Xbox One et Google Stadia le 18 août 2020. Le personnage principal, Stella, devient un « Spiritfarer » dont le travail est de transporter les esprits défunt vers l'au-delà. Il reçoit des critiques généralement positives de la part des critiques, louant son système de jeu, son animation détaillée, sa partition musicale orchestrale et ses thèmes uniques.

## Trame
Le joueur entre dans la peau de Stella, accompagnée de son chat Daffodil, qui succède au mythologique Charon en tant que nouveau Spiritfarer (passeur d'âmes), un passeur qui doit naviguer sur la mer pour trouver des esprits et exaucer leurs derniers souhaits et les emmener enfin au Seuil éternel, une porte d'entrée vers l'au-delà,.

## Système de jeu
Le but du joueur est de maximiser le confort des voyageurs. Le jeu possède un mode gestion, qui permet de construire et d’améliorer des chambres individuelles ainsi que d’autres bâtiments ou enclos pour cuisiner, cultiver des légumes et des céréales, etc. Chaque jour, le joueur doit cuisiner des repas et prendre en compte les préférences des voyageurs, en adoptant leur mode de consommation alimentaire (par exemple, un menu végétarien). Il est possible de modifier et de déplacer les édifices.

## Accueil
Spiritfarer reçoit « des critiques généralement favorables » sur la version PC, selon l'agrégateur de critiques Metacritic.
Tom Marks d'IGN note le jeu 9 sur 10 et lui décerne le prix du choix de l'éditeur, comparant le jeu à une combinaison d'Animal Crossing et d'un jeu de plates-formes et d'action. Il déclare que, si le jeu « aborde le lourd sujet de la mort et de ceux qui sont restés dans son sillage », il n'en est pas moins « coloré » et « bien-heureux ». Il qualifie la campagne de « pleine de personnages charmants avec des histoires sombres et touchantes », tout en déclarant que « tous les personnages ne sont pas aussi percutants que les autres ». Il rapporte que le retour en arrière devenait « fatigant » et que la formule du jeu devenait prévisible, les tâches banales devenant « rapides et répétitives » si le joueur tentait d'optimiser leur efficacité, mais que la perte de personnages bien-aimés était émotionnellement affectant.
Rachel Watts de PC Gamer évalue le jeu à 85 sur 100, affirmant qu'il s'agissait d'une « simulation de vie saine » qui « traite du sujet de la mort et de la compassion avec un équilibre magistral ». Cependant, elle critique « l'imprécision intentionnelle » de la nature de l'au-delà et de ses habitants comme « brouillant la clarté des intentions des personnages ».
Le journaliste Eric Van Allen d'US Gamer note le jeu 4 sur 5, disant que son écriture est « chaleureuse, drôle et charmante », et que le jeu est « mieux apprécié en petits morceaux ».
Le site Jeuxvideo.com avance la note de 17 sur 20, appréciant « une direction artistique fraîche et élégante [et] une écriture et des personnages touchants ». Le test regrette toutefois un jeu uniquement « en anglais » et la « possibilité de se sentir débordé ».